# جيسي لي بيترسون
جيسي لي بيترسون (بالإنجليزية: Jesse Lee Peterson)‏ هو مقدم برامج إذاعية وصحفي أمريكي، ولد في 22 مايو 1949 في ميدوي في الولايات المتحدة.

## وصلات خارجية
- الموقع الرسمي
- جيسي لي بيترسون على موقع IMDb (الإنجليزية)
- جيسي لي بيترسون على موقع إن إن دي بي (الإنجليزية)
- جيسي لي بيترسون على موقع قاعدة بيانات الفيلم (الإنجليزية)